# Ašot II. od Taoa
Ašot II. od Taoa (gruz. აშოტ II; umro 25. siječnja 954.), iz dinastije Bagrationi, bio je gruzijski knez Tao-Klardžetije s bizantskim naslovom kuropalata.
Ašot je bio drugi sin Adarnaza I., kralja Iberije/Kartlije i mlađi brat Davida II. (vladao 923. – 937.) David je naslijedio Adarnaza kao naslovnog kralja Iberije, ali ne i kao kuropalat, jer je bizantski car ovu počasti dao Ašotu. Izvorni Ašotov posjed bilo je vojvodstvo Donji Tao, a Gornji Tao je stekao smrću Gurgena II. 941. godine.  Oko 952. godine, od cara je primio armenski kanton Basiani. Zahvaljujući naslovu kuropalata, Ašot je konkurirao utjecaju i prestižu starijeg brata Davida II., kralja Iberije.
Tijekom Ašotova mandata, Giorgi Merčule sastavio je Život Grgura Handztelija. Aktivno je podržavao razvoj redovništva u Tao-Klardžetiji i obnovio glavnu crkvu samostana u Opizi. Umro je bez nasljednika, a njegove zemlje i naslovi prešli su u ruke njegovog brata kralja Sumbata I. Godina njegove smrti, 954., koju je naveo srednjovjekovni kroničar Sumbat, potvrđena je gruzijskim natpisom pronađenim u povijesnom selu Merenesi u današnjem distriktu Şenkaya u Turskoj 2017. godine.
Prema povjesničaru umjetnosti Vahtangu Džobadzeu, bareljef iz Opize, koji je u Gruziju dopremljen krajem Prvog svjetskog rata i koji je sada izložen u Državnom muzeju likovnih umjetnosti u Tbilisiju, ne predstavlja Ašota I. Kutopalata (umro 830.) i biblijskog kralja Davida, kako se nekad pretpostavljalo, nego obnovitelje samostana iz 10. stoljeća, Ašota II. i Davida II.